# Глубинное убеждение
Глубинное убеждение (глубинная установка, базисная посылка, базовое убеждение, основное убеждение, базовая установка) — понятие в когнитивной психотерапии, которое означает ключевые представления человека о себе и мире, абсолютизированные и обобщённые. Формируются глубинные убеждения обычно в детстве, когда ребёнок взаимодействует со значимыми для него людьми и приобретает жизненный опыт. Глубинные убеждения предопределяют то, какие цели перед собой ставит человек, предопределяют его поведение и оценку им своего поведения, его отношение к происходящим с ним событиям и то, какое объяснение он им даёт, обуславливают возникновение у него характерных для той или иной ситуации автоматических мыслей и эмоциональную реакцию на эту ситуацию. По сути, на базе глубинных убеждений формируется индивидуальная матрица значений и смыслов, присущая человеку.
Выделяют позитивные глубинные убеждения и негативные (дисфункциональные). Аарон Бек и его сторонники описали дисфункциональные глубинные убеждения, соответствующие различным эмоциональным расстройствам и расстройствам личности, и предложили метод реконструкции глубинных убеждений на основе систематического анализа автоматических мыслей и выявления повторяющихся в них центральных тем, приёмы работы по замене дисфункциональных убеждений на более конструктивные. При этой замене подвергается коррекции протекание когнитивных процессов у пациента — подвергаются исправлению различные мыслительные ошибки.
Большинство людей на протяжении большей части своей жизни придерживаются позитивных глубинных убеждений — таких, как «Я контролирую ситуацию», «Я справлюсь», «Я способный», «Я привлекательный», «Меня ценят». Присутствующие в неявном виде у человека негативные глубинные убеждения могут бо́льшую часть его жизни успешно преодолеваться с помощью промежуточных убеждений (отношений, правил и предположений), служащих в качестве компенсаторных стратегий совладания с глубинными убеждениями — копинг-стратегий. При декомпенсации, когда промежуточное убеждение и основанная на нём стратегия не срабатывают, активизируется негативное глубинное убеждение и возникают связанные с ним автоматические мысли, приводящие к страданиям пациента.
Негативные глубинные убеждения обычно активизируются при переживании психологического дистресса. Впрочем, некоторые пациенты могут на протяжении своей жизни придерживаться преимущественно негативных глубинных убеждений — к таким пациентам относятся некоторые из людей, страдающих расстройствами личности.
Негативные глубинные убеждения представляют собой обобщённые, укоренившиеся, непреложные для человека убеждения, причём наличия их он часто не осознаёт. Человек легко воспринимает и усваивает информацию, подкрепляющую эти активизировавшиеся негативные убеждения, отрицая или искажая те сведения, которые негативным убеждениям противоречат.
В рамках рационально-эмоционально-поведенческой терапии (направления в психотерапии, основанного А. Эллисом) понятию «глубинные убеждения» соответствует такое понятие, как «центральные иррациональные убеждения».

## Виды негативных глубинных убеждений
В 1999 году А. Бек выделил две категории негативных глубинных убеждений: беспомощности и неприятия. В 2005 году Дж. Бек выделила третью категорию таких убеждений — категорию никчёмности (бесполезности)
Человеку с психическими нарушениями могут быть присущи убеждения одной из этих категорий или же различные их комбинации.
К типичным глубинным убеждениям категории беспомощности относятся убеждения в личной беспомощности (бессилии, уязвимости, ограниченности в средствах, неспособности контролировать ситуацию, слабости, нужде) и в несоответствии окружающим в сфере достижений (неудача, провал, неспособный, худший, ни на что не годный, неудачник).
К типичным глубинным убеждениям категории неприятия относятся убеждения человека, что он недостоин, нежеланен, не оценён по достоинству (в плане не столько достижений, сколько наличия каких-либо недостатков, препятствующих получению любви и заботы от окружающих).
Проявлением глубинных убеждений категории никчёмности являются такие слова-маркёры, как «бесполезный», «ничего не стоящий», «никчёмный», «никудышный», «дрянной», «негодный», «потерянный», «аморальный», «безнравственный», «опасный», «токсический», «злой» и др.
| Категории глубинных убеждений (по Джудит Бек) |                                                          |
| --------------------------------------------- | -------------------------------------------------------- |
| Глубинные убеждения категории беспомощности   |                                                          |
| Я беспомощен                                  | Я ни на что не способен                                  |
| Я бессилен                                    | Я неуспешен                                              |
| Я не контролирую ситуацию                     | Я никчёмный                                              |
| Я слаб                                        | Я неудачник                                              |
| Я уязвим                                      | Меня не уважают; меня презирают                          |
| Я нуждаюсь в помощи и поддержке               | Со мной что-то не так (я не такой, как другие)           |
| Я в ловушке                                   | Я недостаточно хорош (в плане достижений)                |
|                                               |                                                          |
| Глубинные убеждения категории неприятия       |                                                          |
| Меня не любят                                 | Я ничего не стою                                         |
| Я непривлекателен                             | Со мной что-то не так (другие люди не любят меня)        |
| Я нежеланный                                  | Я недостаточно хорош (чтобы быть любимым другими людьми) |
| Меня не хотят                                 | Мне суждено принимать отказы                             |
| Обо мне не заботятся                          | Мне суждено быть отвергнутым                             |
| Я плохой                                      | Мне суждено страдать от одиночества                      |

## Работа с глубинными убеждениями
Уже в начале когнитивной терапии, с первой сессии терапевт может сформулировать мысленно или письменно свою гипотезу относительно глубинного убеждения (глубинных убеждений) пациента, не сообщая эту гипотезу пациенту и в ходе дальнейших сессий постепенно уточняя её на основе данных, получаемых от пациента. Впоследствии, когда пациент уже научился выявлять и оценивать автоматические мысли и промежуточные убеждения, находить на них адаптивные ответы, когнитивный терапевт представляет эту гипотезу пациенту и просит подтвердить её либо опровергнуть, уточняет гипотезу на основе предоставленных пациентом дополнительных сведений о беспокоящих его в нынешнее время проблемах, о его детских воспоминаниях и др.
Для выявления глубинных убеждений могут использоваться те же способы, что и для выявления промежуточных убеждений. В частности, может применяться техника падающей стрелы: терапевт выясняет типичные для пациента дисфункциональные автоматические мысли, затем просит его сделать допущение, что та или иная автоматическая мысль является истинной, и задаёт пациенту вопрос, что для него означает такой расклад. Кроме того, как и при выявлении промежуточных убеждений, терапевт может искать общие темы в автоматических мыслях пациента, либо обращать внимание на глубинные убеждения, представленные в качестве автоматических мыслей, либо непосредственно выявлять глубинные убеждения (терапевт спрашивает у пациента, есть ли у него правило по тому или иному поводу, и пациент формулирует своё убеждение на этот счёт). Также может оказаться полезным анализ семейных ценностей, традиций и правил в семье пациента.
Сообщив пациенту свою гипотезу о наличии у него того или иного глубинного убеждения и разъяснив ему природу и влияние глубинных убеждений (при этом терапевт рассказывает, что такие убеждения — это лишь идеи, а не непреложные истины, что эти идеи могут быть полностью или отчасти искажёнными, что корни глубинных убеждений находятся в детстве и что когнитивная терапия даёт возможность изменять негативные убеждения, формируя взамен них другие, более реалистичные и более адаптивные), терапевт приступает к изменению этих убеждений. Дисфункциональные убеждения должны быть заменены новыми, функциональными и логичными. Новое убеждение должно быть не излишне, нереалистично позитивным, но сбалансированным и реалистичным.
Например, убеждение «Я плохой человек» можно заменить на «Я достойный человек, у которого есть и свои недостатки», «Я полный неудачник» — на «Я вполне нормальный человек, у которого бывают и успехи, и неудачи», «Меня никто не любит» — на «Всем нравиться невозможно, но есть люди, меня любящие».
К способам, позволяющим изменить глубинные убеждения, относятся:
- Сократический диалог. С помощью вопросов в контексте анализа конкретной ситуации терапевт помогает пациенту анализировать его дисфункциональное глубинное убеждение и подводит его к формулировке альтернативного убеждения.
- Рассмотрение преимуществ и недостатков глубинного убеждения.
- Рационально-эмотивная ролевая игра. Полезна особенно в тех случаях, когда пациент утверждает, что он «умом» понимает дисфункциональность своего убеждения, но «сердцем» в него верит; при этой технике вначале терапевт озвучивает в ходе диалога «рациональную» часть пациента, а пациент — «эмоциональную», затем они меняются местами.
- Действия «как если бы». Пациент ведёт себя так в своей повседневной жизни, как если бы уже полностью был уверен в своём новом, альтернативном убеждении, и по мере изменения поведения старое убеждение действительно теряет свою силу.
- Поведенческий эксперимент. Терапевт и пациент планируют тот или иной поступок пациента, позволяющий проверить и опровергнуть дисфункциональное убеждение.
- Когнитивный континуум. Техника, полезная для изменения тех убеждений и автоматических мыслей, которые отражают полярное мышление пациента — его мышление в духе «всё или ничего».
- Самораскрытие. Терапевт рассказывает пациенту, что те или иные проблемы и убеждения были характерны в какой-то мере и для него, и такой приём помогает пациенту взглянуть на собственные проблемы и убеждения под другим углом. Самораскрытие непременно должно быть искренним.

Перечисленные способы почти полностью аналогичны тем, что используются для изменения промежуточных убеждений. Кроме того, для изменения глубинных убеждений могут применяться следующие дополнительные техники:
- Рабочий бланк для работы с глубинными убеждениями. В этом бланке пациент оценивает степень своего доверия к дисфункциональному глубинному убеждению (в процентах) и степень своей уверенности в новом, более адаптивном убеждении (также в процентах) и заполняет две колонки, в левой из которых указываются доказательства, противоречащие старому убеждению и подкрепляющие новое, а в правой — доказательства в пользу старого убеждения и альтернативные этим доказательствам объяснения.
- Техника использования крайних контрастов. Пациент сравнивает себя с другим человеком (реальным или воображаемым), у которого то качество, с которым связано глубинное убеждение пациента, выражено в крайней степени — например, качество «ни на что не способен», — и такого рода сравнение позволяет понять пациенту, что у него самого это качество выражено отнюдь не в крайней мере.
- Создание психотерапевтических метафор. Психотерапевтические метафоры помогают терапевту выразить информацию, адресованную пациенту, в символической форме и тем самым побудить его по-иному взглянуть на привычные ситуации, побудить дистанцироваться от болезненных убеждений (например, просьба подумать над сказкой о Золушке, адресованная пациентке, убеждённой в том, что она «плохая», поскольку к ней плохо относились в семье).
- Исследование глубинного убеждения в контексте жизненного опыта пациента. Заключается в том, что терапевт вместе с пациентом прослеживают начиная с самых ранних детских лет, как появилось глубинное убеждение пациента и что поддерживало это убеждение в течение долгого времени. При помощи терапевта пациент находит в своём прошлом доказательства, якобы подтверждающие глубинное убеждение, формулирует альтернативные этим доказательствам объяснения и формулирует доводы, данному убеждению противоречащие и подтверждающие новое, позитивное убеждение.
- Реструктурирование ранних воспоминаний. При этом терапевт прибегает к особого рода «эмоциональным» техникам, которые помогают в случаях, когда для изменения убеждений пациента оказывается недостаточно «рациональных», «интеллектуальных» техник, описанных выше. Терапевт побуждает пациента восстановить в памяти и заново пережить опыт произошедшего в детстве события, связанный с появлением глубинного убеждения, и использует техники воображения, сократический диалог и/или ролевую игру, что позволяет пациенту переосмыслить свой ранний опыт.
- Копинг-карточки.

Стоит отметить, что в среднем намного легче изменить негативные глубинные убеждения пациентов, страдающих вре́менными психическими расстройствами — например, депрессией (чаще всего у таких пациентов позитивные глубинные убеждения были активны бо́льшую часть их жизни), чем пациентов с расстройствами личности: у такого пациента может присутствовать множество негативных глубинных убеждений, взаимосвязанных друг с другом и подкрепляющих друг друга, и наблюдаться дефицит позитивных убеждений. Однако чем дольше человек страдает депрессией и чем более она выражена, тем сложнее изменить его негативные убеждения.